# 수오미 기관단총

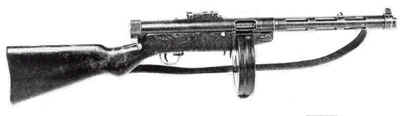
수오미 기관단총

31년식 수오미 기관단총(Suomi-konepistooli/-31)은 겨울 전쟁 중 소비에트 연방과 상대할 때 사용되었다. 9 mm 파라벨럼 탄을 사용하여 저지력(stopping power)은 그다지 강하지 않았으나, 핀란드 군인들 사이에는 많은 인기를 끌었으며 게다가 위기의 핀란드를 구했기 때문에 구국의 총이라고도 불렸다.
초기에 소련군에 밀린 핀란드군은 소련의 치욕적인 참패를 기록한 수오무살미 전투 후에 소위 모티 전술이라 불리게 되는 전술을 개발하게 되었고, 수오미 기관단총은 거의 게릴라전에 가까운 모티 전술에 아주 적합한 무기였다. 지리적 이점과 혹한의 기후를 발판 삼아 스키로 무장하고 침략자가 방심한 틈을 타 은밀히 침투, 짧은 시간 동안 갑자기 기습하여 가능한 한 최대한 화력을 집중한 다음에 도망치는 유격 전술에 기관단총만큼 좋은 무기는 당시에는 없었던 것이다.
소련의 자만심을 분쇄하고 핀란드를 위기에서 구한 수오미 기관단총은 단순한 구조로 신뢰성도 높았고, 71발 들이 드럼탄창(이전에는 바나나 탄창을 채택했으나 급탄불량의 문제가 발생하면서 드럼탄창으로 바뀌었다. 더불어 실제로는 탄 걸림을 막고자 대략 50발 내외 정도를 장탄하였다.)을 채택함으로써 화력 또한 충분히 갖추었다. 워낙 성능이 뛰어난지라 이 총에 엄청난 피해를 입은 소련도 모방 생산하여 사용하였을 정도였으며 훗날 PPSH-41의 모델이 되었다.
소련군도 전쟁 전부터 PPD-1934같은 일련의 기관단총을 개발하였으나 기관단총에 대한 이해 부족으로 주로 NKVD 요원들이 사용할 뿐 군대에서는 많이 사용하지 않았다가 핀란드와 전쟁 후에 기관단총의 중요성을 깨달아 PPSH-41 같은 걸작 기관단총을 개발하였고, 전차부대와 같이 작전하는 보병부대는 대부분 기관단총으로 무장할만큼 적극적으로 사용하게 되었다.
또, 이웃한 스웨덴에도 많은 양이 수출되었는데, 스웨덴은 전쟁 후반부에 속칭 '스웨디시K'라는 불리는 M-45 기관단총을 개발하게 된다.

## 같이 보기
- 기관단총 목록